# آکسنوفکا (سرزمین آلتای)
آکسنوفکا (به لاتین: Aksenovka) یک منطقهٔ مسکونی در روسیه است که در سرزمین آلتای واقع شده‌است.